# Mycodrosophila quadrata
Mycodrosophila quadrata är en tvåvingeart som beskrevs av Toyohi Okada 1986. Mycodrosophila quadrata ingår i släktet Mycodrosophila och familjen daggflugor. Inga underarter finns listade i Catalogue of Life.